# Iguana delicatissima
L’iguana delle Piccole Antille (Iguana delicatissima Laurenti, 1768) è una specie di sauro della famiglia degli Iguanidi.
Il suo appellativo specifico, delicatissima, deriva dal latino delicatus («delizioso») e dal superlativo -issimus («molto»), e si riferisce probabilmente al sapore delle sue carni, ritenuto migliore di quelle della sua stretta parente, l’iguana comune (Iguana iguana).

## Descrizione

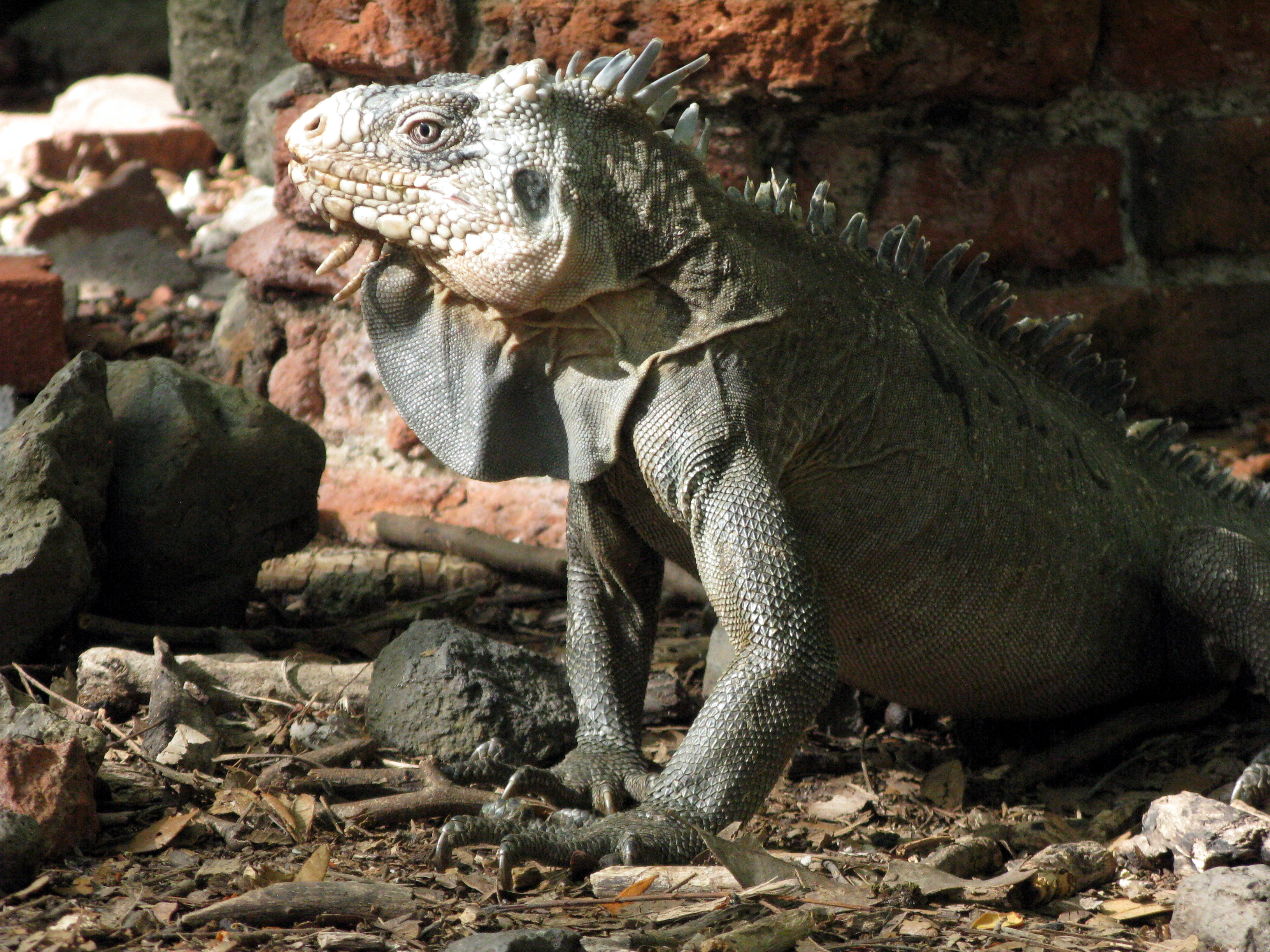
Iguana delicatissima sull’îlet Chancel (Martinica).

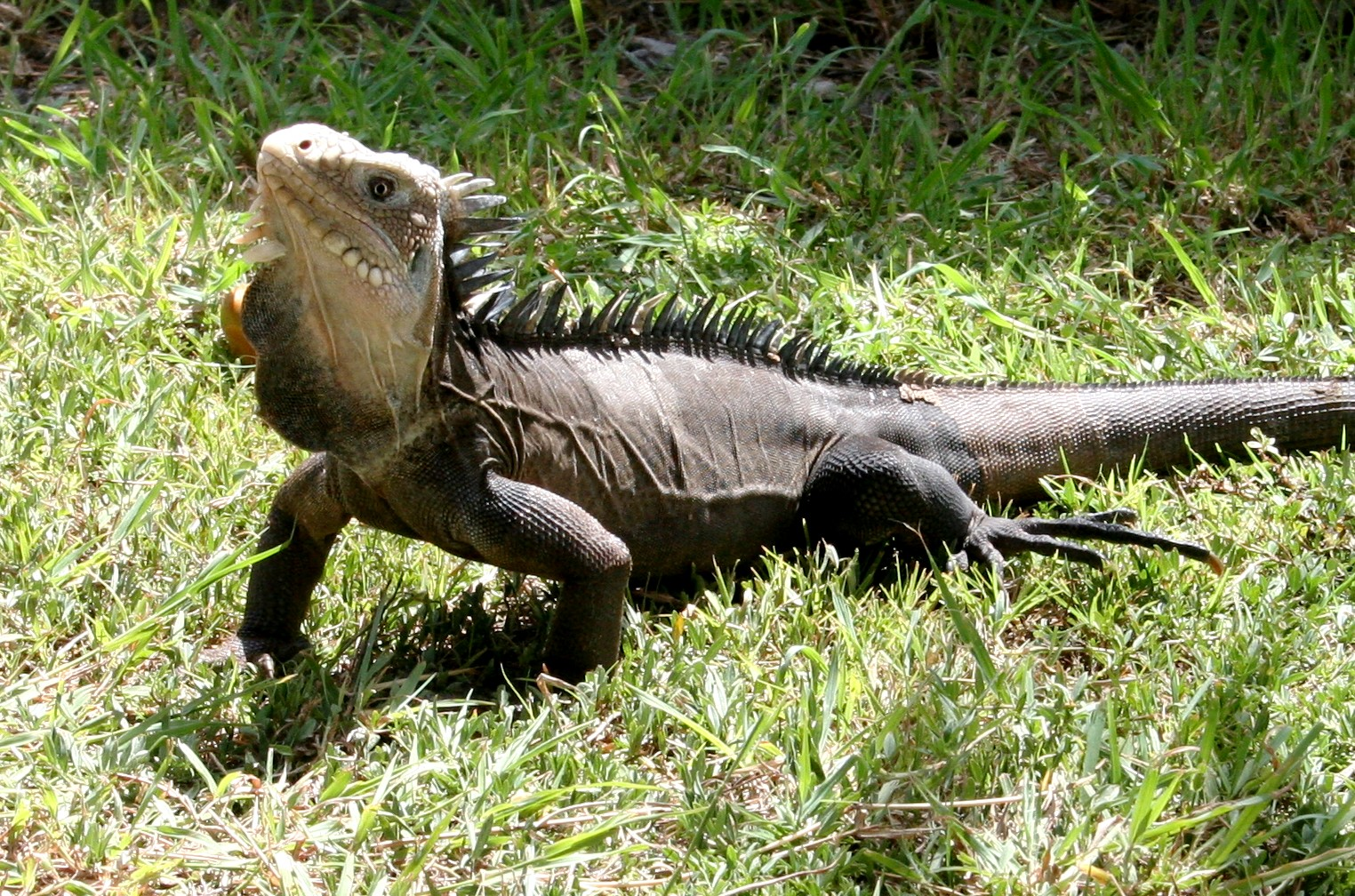
Iguana delicatissima

I maschi di iguana delle Piccole Antille possono raggiungere una lunghezza (coda esclusa) di 43 cm e un peso di 3,5 kg, mentre le femmine raggiungono (sempre coda esclusa) i 39 cm e un peso di 2,6 kg. Il maschio presenta una serie di squame sollevate a forma di spine che corre lungo l’intera lunghezza del dorso e altre squame sollevate dello stesso tipo sulla giogaia. I maschi dominanti hanno una colorazione che varia dal verde al grigio scuro, e durante l’epoca della riproduzione le loro guance assumono una tonalità rosata e le squame ai lati della testa divengono azzurro chiaro. Le femmine sono più vivacemente colorate: hanno il corpo di un colore verde brillante uniforme, la testa chiara e la coda marrone. I piccoli appena usciti dall’uovo e i giovani hanno anch’essi una colorazione verde brillante, ma presentano delle strisce bianche che vanno dalla mascella alle spalle e tre bande verticali bianche sui lati del corpo. Presentano inoltre dei riflessi cangianti marroni che divengono più scuri quando l’esemplare è stressato. Con l’età, le strisce bianche e la capacità di cambiare colore vanno perduti, e la coda diviene marrone, iniziando dall’estremità e proseguendo fino alla base.

## Biologia
Tra i maschi di iguana delle Piccole Antille vige una gerarchia di dominanza, e gli esemplari più dominanti sono facilmente riconoscibili per la loro colorazione grigio scura. Tale status elevato, che permette loro di avere più facile accesso alle femmine, viene raggiunto attraverso uno schema ritualizzato che comporta una camminata laterale seguita da una serie di spinte testa contro testa con le code tenute inarcate. I combattimenti tra maschi sono rari, ma possono essere feroci. Ogni maschio dominante difende attivamente un piccolo territorio contenente da una a sette femmine durante il periodo riproduttivo, intimidendo gli altri maschi che cercano di interferire con essi scuotendo la testa su e giù. La riproduzione è sincronizzata con la crescita della nuova vegetazione in seguito alla stagione delle piogge, in modo che le uova si schiudano quando vi è maggior quantità di cibo. Le femmine possono migrare verso siti favorevoli alla costruzione del nido, caldi e sabbiosi, distanti anche 900 m dalla loro area vitale, e depongono dalle 8 alle 18 uova in un tunnel di un metro di lunghezza, scavato da loro stesse, terminante in una camera grande abbastanza da permettere alla femmina di girarsi su se stessa. Le uova vengono incubate dal calore del sole per tre mesi, trascorsi i quali i piccoli emergono in superficie e si disperdono nella vegetazione circostante. Le giovani iguane vivono prevalentemente sul terreno, in aree dove la fitta vegetazione offre loro protezione, luoghi per scaldarsi al sole e cibo. Con l’età, l’iguana delle Piccole Antille trascorre sempre più tempo sulle cime degli alberi. La maturità sessuale viene raggiunta verso i tre anni, ma i maschi non possono riprodursi fino a quando non ottengono il dominio su un territorio. L’iguana delle Piccole Antille può vivere fino a 15 anni.
Andando in cerca di cibo specialmente al mattino, questa iguana consuma foglie, fiori e frutti, e può mangiare piante tossiche per altre specie. Durante la stagione delle piogge, quando è più abbondante, consuma quantità proporzionalmente maggiori di frutta, ma all’occorrenza può mangiare anche carne. Le uova dell’iguana delle Piccole Antille vengono mangiate da serpenti, uccelli, opossum e lucertole, ma gli adulti non hanno predatori, fatta eccezione per l’uomo.

## Distribuzione e habitat
Un tempo diffusa in tutta la catena caraibica delle Piccole Antille, questa specie è attualmente confinata alle sue isole più settentrionali, tra cui Anguilla, Saint Martin, Sint Eustatius, Saint-Barthélemy, Antigua, Guadalupa, Dominica e Martinica.
Abita zone ricoperte da boscaglia e foreste arbustive, formazioni di mangrovie e foreste pluviali di pianura di vario genere.

## Conservazione

### Stato di conservazione
Si stima che la popolazione in natura di iguana delle Piccole Antille comprenda circa 17.110 esemplari adulti. Per tale motivo la specie è classificata come «in pericolo critico» sulla lista rossa delle specie minacciate della IUCN.

### Cause del declino

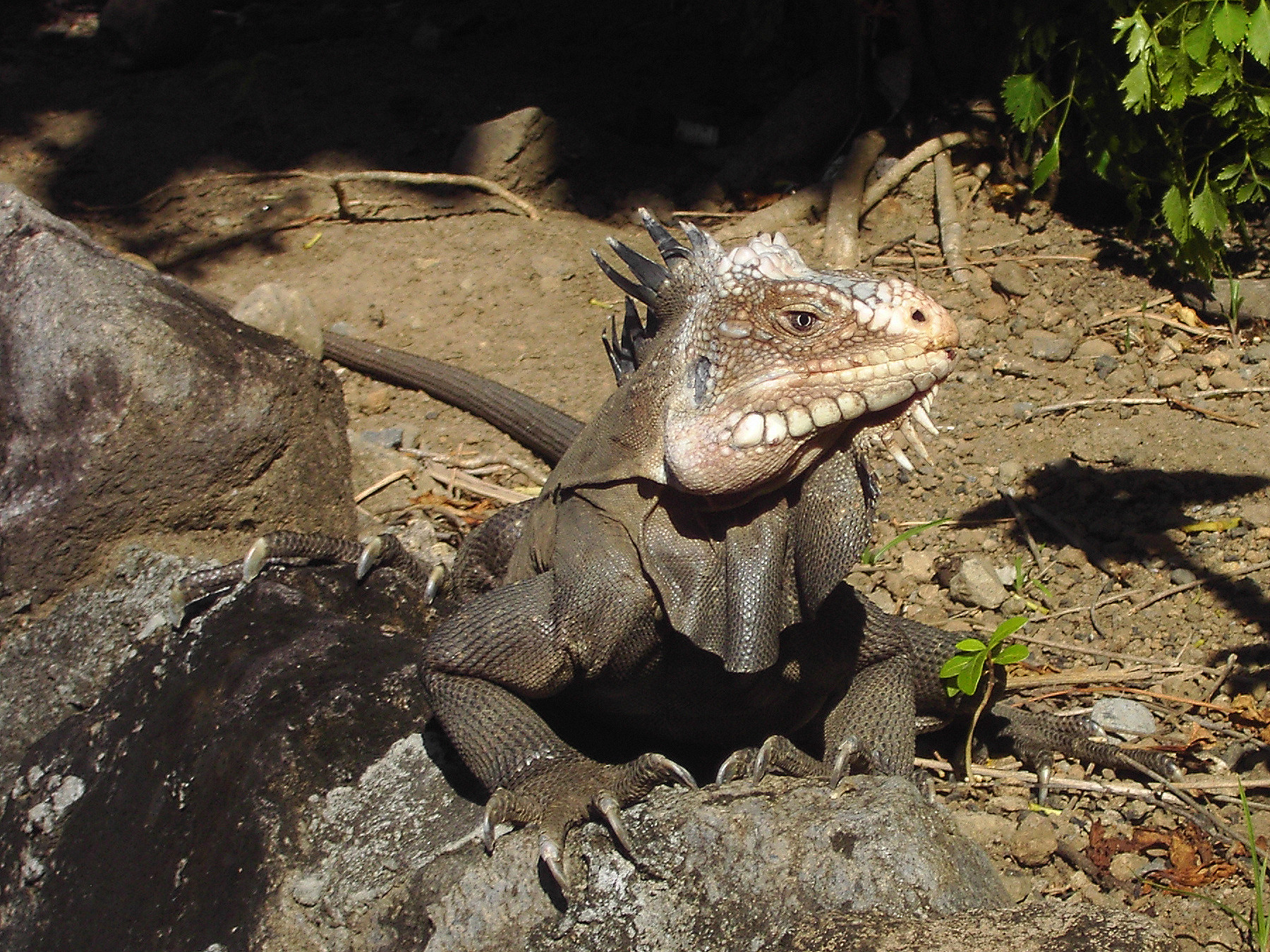
Iguana delicatissima al sole.

In passato, l’iguana dalle Piccole Antille è stata portata sull’orlo dell’estinzione o addirittura alla totale scomparsa dalla deforestazione per far spazio a terre da coltivare su Saint Kitts, Nevis, Basse-Terre e Sint Eustatius. Oggi, il turismo ha soppiantato l’agricoltura come voce principale dell’economia di queste isole e lo sviluppo turistico delle coste ha contribuito ulteriormente alla distruzione dell’habitat delle iguane, colpendo in particolare i siti comunitari di nidificazione.
I predatori inselvatichiti continuano a ridurre il numero di esemplari di iguana. Su tutte le isole dove è presente la mangusta grigia indiana, questa iguana è estinta o gravemente in pericolo. Anche gatti e cani contribuiscono alla sua diminuzione, così come capre e pecore, che, con il loro eccessivo brucare, stanno provocando un mutamento nella composizione della vegetazione e nella struttura dell’habitat.
La caccia all’iguana delle Piccole Antille è stata un’attività praticata per vari decenni, e, sebbene attualmente sia illegale, continua a essere praticata ed è addirittura frequente in alcune aree. Anche le uccisioni accidentali provocate dai veicoli costituiscono un problema, soprattutto perché la maggior parte delle uccisioni coinvolgono femmine gravide in migrazione e giovani appena usciti dall’uovo che si disperdono.
Un’ulteriore minaccia è l’ibridazione confermata tra iguane delle Piccole Antille e iguane comuni (Iguana iguana). Sulle Îles des Saintes, che non hanno subito pesanti sconvolgimenti ambientali, la scomparsa dell’iguana delle Piccole Antille è stata attribuita interamente agli allontanamenti e alle ibridazioni con l’iguana comune.

### Programmi di conservazione
L’iguana delle Piccole Antille gode di protezione legale dalla caccia in ogni angolo del suo areale, ma l’applicazione della legge è limitata. Essa è presente in una sola area protetta: il parco nazionale Cabrits a Dominica. Sono state comunque avanzate proposte per la creazione di riserve naturali in altre aree dell’areale dell’iguana, e sono in corso ricerche su biologia delle popolazioni, ecologia e progetti di gestione e conservazione. Programmi di riproduzione in cattività sono attualmente in corso presso il Durrell Wildlife Conservation Trust, lo zoo di Memphis e lo zoo di San Diego.